# فرودگاه شیموجیشیما
فرودگاه شیموجیشیما (به انگلیسی: Shimojishima Airport) یک فرودگاه همگانی با کد یاتا SHI است که یک باند فرود آسفالت دارد و طول باند آن ۳۰۰۰ متر است. این فرودگاه در کشور ژاپن قرار دارد.

## شرکت‌های هواپیمایی و مقصدهای پروازی
| شرکت‌های هواپیمایی | مقصدهای پروازی        |
| ----------------- | --------------------- |
| ایرترانس          | چارتر: ناها، اوکیناوا |